# Ляскі (Турецький повіт)
Ляскі (пол. Laski) — село в Польщі, у гміні Пшикона Турецького повіту Великопольського воєводства.
Населення — 292 особи (2011).
У 1975-1998 роках село належало до Конінського воєводства.

## Демографія
Демографічна структура станом на 31 березня 2011 року:
|          | Загалом | Допрацездатний вік | Працездатний вік | Постпрацездатний вік |
| -------- | ------- | ------------------ | ---------------- | -------------------- |
| Чоловіки | 144     | 32                 | 104              | 8                    |
| Жінки    | 148     | 38                 | 91               | 19                   |
| Разом    | 292     | 70                 | 195              | 27                   |